# حقیقت در مورد عشق (آلبوم پینک)
«حقیقت در مورد عشق» (به انگلیسی: The Truth About Love) یک آلبوم از پینک، هنرمند اهل ایالات متحده آمریکا است که در ۱۴ سپتامبر ۲۰۱۲ منتشر شد.
این آلبوم در چارت‌های نروژ جزو ده آلبوم اول قرار گرفت.